# 小林史明
小林 史明（こばやし ふみあき、1983年〈昭和58年〉4月8日 - ）は、日本の政治家。自由民主党所属の衆議院議員（5期）、自由民主党情報調査局長、同広報戦略局長、環境副大臣。
デジタル副大臣兼内閣府副大臣（第1次岸田内閣・第2次岸田内閣）、内閣府大臣補佐官（菅義偉内閣）、総務大臣政務官兼内閣府大臣政務官（第3次安倍第3次改造内閣・第4次安倍内閣）、自由民主党デジタル社会推進本部事務総長、同行政改革推進本部規制改革チーム座長、同青年局長（第50代）を歴任した。
祖父は、参議院議員、福山商工会議所会頭を歴任した小林政夫。

## 来歴

### 生い立ち
後に日東製網代表取締役となる父・小林嗣宜が同社の高岡工場長を務めていた時期に、富山県高岡市にて三人兄弟の末っ子として生まれる。その後広島県福山市に転居し、英数学館高等学校、上智大学理工学部化学科卒業。2007年に株式会社NTTドコモ入社。同社では法人営業と人事の採用担当を務めた。「ちょうどおサイフケータイが始まった頃で、これはおもしろいなと。24時間365日手元にあるモノに電話やメール、情報が届いて、しかも1人1人を識別できるからカスタマイズできる。人の生き方そのものというか、意識や行動にものすごく影響できるツールなんじゃないかって思った」と入社の動機を語っている。 
入社直後の研修は群馬支店に配属され、ブラジル人の来客が多かったことから、モバイルに通訳機能を載せられれば、どこでも好きなところに住んで生活できる可能性を感じ、テクノロジーや通信をどんどん世の中で活用していけば、そんな風にさまざまな障壁を越えられて、フェアな社会ができるのではないかと実感したという。

### 政界入り
2012年に自由民主党広島県第7選挙区支部 支部長就任。同年第46回衆議院議員総選挙で広島7区に自由民主党から出馬し、初当選。
2014年12月の第47回衆議院議員総選挙で広島7区から出馬し、再選。
2016年国土交通部会副部会長に就任。同年、行政改革推進本部本部長補佐に就任。
2017年7月行政改革推進本部本部長補佐として、養殖漁業への参入ルールを見直すことで新規参入時の透明性を確保し、水産業の成長産業化を図ることを目的とした「水産庁特別班」の提言を行った。同年8月第3次安倍第3次改造内閣にて総務大臣政務官（情報通信、放送行政、郵政の担当）兼内閣府大臣政務官に就任。電波有効利用成長戦略懇談会成長戦略ワーキンググループ、電波システム海外展開推進会議、未来デザインチーム、電波有効利用成長戦略懇談会成長戦略ワーキンググループ などを立ち上げる。

同年10月の第48回衆議院議員総選挙で広島7区から出馬し、希望の党が擁立した元東京都議、日本共産党の新人らを破り、3選。第4次安倍改造内閣にて総務大臣政務官兼内閣府大臣政務官に留任。モバイル市場の公正競争促進に関する検討会、電波有効利用成長戦略懇談会、投票環境の向上方策等に関する研究会などを立ち上げる。
2018年に総務大臣政務官として、総務省働き方改革チーム、ICTインフラ地域展開戦略検討会、放送サービスの未来像を見据えた周波数有効活用に関する検討分科会、放送を巡る諸課題に関する検討会放送サービスの未来像を見据えた周波数有効活用に関する検討分科会、衛星放送の未来像に関するワーキンググループ、宙を拓くタスクフォース、地方自治体における業務プロセス・システムの標準化及びAI・ロボティクスの活用に関する研究会などを立ち上げる。
2018年10月総務大臣政務官任期満了。
2018年11月自由民主党青年局長代理、行政改革推進本部事務局長に就任。
2019年9月自由民主党青年局長に就任。
2019年12月行政改革推進本部規制改革チーム座長に就任。
2021年1月20日河野太郎内閣府特命担当大臣（規制改革担当）の大臣補佐官に就任。
2021年10月6日デジタル副大臣兼内閣府副大臣に就任。
2021年10月31日、第49回衆議院議員総選挙で4選。
2022年12月23日、改正公職選挙法が28日に執行されるのを前に自民党は72選挙区で公認候補者が決定され、自らは新広島6区の支部長に就任した。
2024年10月27日、第50回衆議院議員総選挙で5選。同年11月13日、環境副大臣に就任。

## 政策・主張

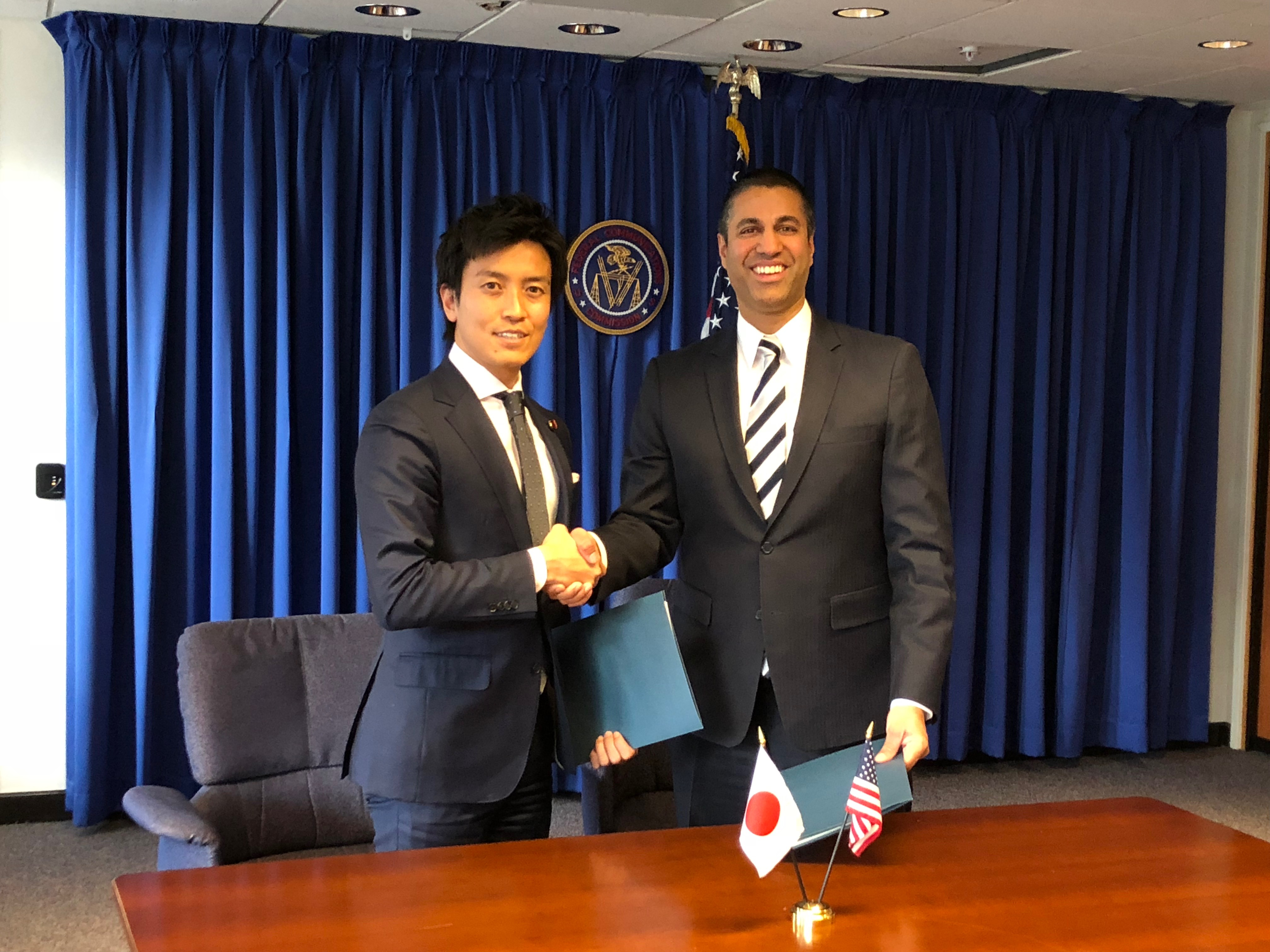
FCCと総務省での覚書締結

### 外交・安保
- 攻撃を受ける前に相手の拠点をたたく「敵基地攻撃能力」の保有について賛成[25]。
- 日本の核武装について将来にわたって検討すべきではないとしている[25]。

### 経済・財政
- 消費税率について当面は10％を維持すべきとしている[25]。
- 原発は当面は必要だが、将来的には廃止すべきとしている[25]。
- 外国人労働者をもっと受け入れるべきとしている[25]。

### 憲法改正
- 憲法改正に賛成[25]。
- 大規模な災害が発生した場合、一時的に内閣の権限を強化し、国会議員の任期を特例的に延長する「緊急事態条項」を憲法に設けることに賛成[25]。
- 憲法9条を改正して自衛隊の存在を明記することに賛成[25]。

### その他
- 女性天皇に賛成[25]。
- 選択的夫婦別姓制度に賛成[26]。
- 同性婚を法律に明記することに賛成[26]。

### 教育政策
NTTドコモで人事担当をしていた経験から、日本の高等教育や就職活動の変革、キャリア教育に力を入れている。

### 水産政策
実家が漁網メーカーであり、衰退する漁業の現場を知っていることから、自身が代表となり自民党内に若手水産研究会を立ち上げた。日本漁業を成長産業にするための政策について議論を重ねている。
日本漁業の再生のため、漁獲可能量の枠組みを漁船や漁業者ごとに割り当てるよう提言しており、これにより量より質の漁業が実現すれば、未熟な魚の早期水揚げを防ぐことで水産資源を管理する考えを持つ。また、早い者勝ちであった以前の総漁獲量に基づく制度を見直すことで、漁業者の一定収入の確保や安定した経営を可能にできるとも考えており、漁業を含む第一次産業を成長産業化、地方の雇用を生み、地域経済の活性化につなげる狙いを示している。
「漁業が守られると、そこに人が住めることになる。つまり、漁業は安全保障政策にもなる」と述べている。
「水産庁の方向性を決められなかった我々政治家がおそらくよくなかった。全ての批判は私が請け負いますので、一度お許しをいただき、あらためて私に頑張らせて頂きたい。その分みなさんには世論を盛り上げていって欲しい」と発言し、魚食文化の会理事である生田よしかつにその姿勢を評価されている。
「日本漁業再生のための個別漁獲枠（IQ）制度導入」を柱とする提言を、自身が代表を務める若手水産研究会と自民党の水産政策勉強会とでつくる合同水産政策勉強会でまとめた。

### クラウドファンディングによる海外支援活動
2013年の台風30号で甚大な被害を受けたフィリピンの被災地に対し、元AKB48の小原春香とともにクラウドファンディングによる医療支援と復興支援（救急車の寄贈）を行った。
2014年8月1日に台湾の高雄市で発生した大規模ガス爆発事故により甚大な被害を受けた高雄市消防局に対し、日台学生交流会に協力する形でクラウドファンディングによる義援金募集活動を行った。

## 人物

### 旧統一教会との関係
ジャーナリストの鈴木エイトが作成した「旧統一教会関連団体と関係があった現職国会議員168人」によれば、旧統一教会関連団体との関係について、2019年6月に広島県で開催された教団系の平和大使協議会が開催した反LGBTセミナーに祝電を送っていた。

### ヤング・グローバル・リーダーズ(YGL)
2020年 ダボス会議を主催する世界経済フォーラムが選ぶ2020年度の「ヤング・グローバル・リーダーズ(YGL)に、上野山勝也（PKSHA Technology株式会社）仲暁子（ウォンテッドリー株式会社）らと共に選ばれる。

## 選挙歴
| 当落 | 選挙                   | 執行日         | 年齢 | 選挙区      | 政党       | 得票数     | 得票率 | 定数 | 得票順位 /候補者数 | 政党内比例順位 /政党当選者数 |
| ---- | ---------------------- | -------------- | ---- | ----------- | ---------- | ---------- | ------ | ---- | ------------------ | ---------------------------- |
| 当   | 第46回衆議院議員総選挙 | 2012年12月16日 | 29   | 広島県第7区 | 自由民主党 | 9万3491票  | 47.52% | 1    | 1/4                | /                            |
| 当   | 第47回衆議院議員総選挙 | 2014年12月14日 | 31   | 広島県第7区 | 自由民主党 | 10万1809票 | 58.24% | 1    | 1/4                | /                            |
| 当   | 第48回衆議院議員総選挙 | 2017年10月22日 | 34   | 広島県第7区 | 自由民主党 | 11万547票  | 60.46% | 1    | 1/3                | /                            |
| 当   | 第49回衆議院議員総選挙 | 2021年10月31日 | 38   | 広島県第7区 | 自由民主党 | 12万3396票 | 66.45% | 1    | 1/4                | /                            |
| 当   | 第50回衆議院議員総選挙 | 2024年10月27日 | 41   | 広島県第6区 | 自由民主党 | 9万7991票  | 60.12% | 1    | 1/3                | /                            |

## 所属団体・議員連盟
- 自民党たばこ議員連盟[36]
- 日本会議国会議員懇談会[37]
- 神道政治連盟国会議員懇談会[37]
- みんなで靖国神社に参拝する国会議員の会[37]
- ボーイスカウト振興国会議員連盟 [38]
- 水産政策推進議員協議会
- 自由民主党消防議員連盟
- 情報産業振興議員連盟
- 自動車議員連盟
- 日華議員懇談会
- 日本・チリ友好議員連盟
- ガールスカウト推進議員連盟
- 郵便局の新たな利活用を推進する議員連盟
- 繊維ファッション議員連盟
- 日本・台湾 経済文化交流を促進する若手議員の会
- 中南米に日系人を応援する議員連盟
- 新商工議員連盟
- 自民党国宝・重文を護る会
- 古民家再生議員連盟
- ケーブルテレビ議員連盟
- サイバーセキュリティ対策推進議員連盟
- デジタルソサエティ推進議員連盟
- シェアリング エコノミー推進議員連盟
- 小型航空機振興議員連盟
- EdTech推進議員連盟
- 若者政策推進議員連盟
- 自民党『新卒者の就職活動を支援する議員連盟』
- データヘルス推進議員連盟

## 著書

### 寄稿
- 自民党国家戦略本部（編）『日本未来図2030』、日経BP社、2014年12月、ISBN 4822225194